# Enric Truñó i Lagares
Enric Truñó i Lagares (Barcelona, 11 d'agost de 1949) és un enginyer i polític català. Fou regidor de l'Ajuntament de Barcelona entre 1979 i 1998, essent el regidor responsable dels Jocs Olímpics d'Estiu de 1992. L'any 2010 fou nomenat comissionat de la Candidatura Barcelona-Pirineu 2022.
L'any 2015, l'Ajuntament de Barcelona li va atorgar la Medalla d'Or al Mèrit Esportiu en reconeixement de la seva "trajectòria d'implicació i esforç en la promoció de l'esport i de la ciutat de Barcelona".

## Biografia

### Inicis
Enric Truñó és llicenciat en Enginyeria Química per l'Institut Químic de Sarrià. Va jugar a futbol i handbol de jove. Casat i pare de dues noies, la Maria i la Marta. Va anar a l'escola del Claret, al carrer Pare Claret.

### Trajectòria durant el franquisme
L'any 1974 va ingressar a Convergència Socialista de Catalunya, després en el PSC-Congrés, partit que després del procés d'unificació s'integrà en el Partit dels Socialistes de Catalunya. Va ser un dels responsables de la seva organització juvenil, el Moviment de Joves Socialistes de Catalunya MJSC participant en la Taula de Joves de Catalunya (1976-1980) i la Taula de Joves de Barcelona (1978-1979).

### L'etapa democràtica municipal
L'any 1979 fou escollit regidor de l'Ajuntament de Barcelona en les primeres eleccions de la democràcia. Fou regidor entre 1979 i 1998, gestionant múltiples àrees com joventut (1979-1991), esports (1981-1995), ensenyament (1995-1997) i turisme (1991-1998), així com el districte de Sants-Montjuïc (1991-1995). Com a regidor de joventut creà l'Àrea de Joventut per tal d'implementar la política de joventut de l'ajuntament (activitats de vacances, casals de joves, suport a la constitució del Consell de la Joventut de Barcelona, el Projecte Jove de Barcelona 1985, l'Institut Municipal d'Animació i Esplai (IMAE), els primers plans d'ocupació juvenil, la Biennal de Joves de la Mediterrània, etc.).
Com a regidor d'Esports, va assumir la responsabilitat de ser el regidor de Jocs Olímpics i la representació al Consell Rector de la Candidatura de Barcelona, del Comitè Executiu i de la Comissió Permanent del Comitè Organitzador Olímpic de Barcelona 92. Va ser president de Barcelona Promoció SA i membre del consell d'administració del Holding Olímpic. Fou comissionat de l'Alcaldia pel Fòrum Universal de les Cultures (1996-98) i vicepresident de la Diputació de Barcelona (1987-91).
Formà part de les delegacions de la ciutat de Barcelona als Jocs Olímpics d'estiu de 1984, 88 i 96, i als Jocs Olímpics d'hivern de 1984, 88, 92 i 94.

### L'etapa professional
Des de 1998 és conseller delegat de les empreses Sport Assistance SL Arxivat 2014-12-19 a Wayback Machine., especialitzada en la construcció i gestió d'equipaments esportius i E. Truñó i Associats SL, consultora especialitzada en projectes de turisme i esports. En aquest període ha assistit també als Jocs de Sidney (2000), Salt Lake City (2002), Torí (2006), Vancouver (2010), Londres (2012) i Río (2016).Entre 2001 i 2006 fou assessor del President del TOROC, Comité organitzador dels Jocs Olímpics d'Hivern de 2006 celebrats a Torí. Entre 2005 i 2007 fou assessor del Ministeri D'esports del Brasil per a l'organització dels Jocs Panamericans Rio 2007. Ha participat en l'elaboració dels diversos plans estratègics metropolitans de Barcelona, ha dirigit el Pla de turisme de la ciutat de Barcelona 2015 i ha coordinat el Pla estratègic de promoció internacional de la ciutat de Torí.
Ha estat membre del Comitè Olímpic Espanyol entre el 1993 i el 2002.

### Comissionat responsable candidatura Barcelona-Pirineu 2022
L'alcalde Jordi Hereu va proposar-lo el febrer de 2010 com a comissionat responsable de l'Oficina Tècnica que gestiona la Candidatura Barcelona-Pirineu 2022, càrrec que assumí un mes després, amb l'acord de tots els grups municipals. L'octubre de 2010 Truñó va declarar que la candidatura seria austera i l'any 2011 afirmà que aquests jocs serien una gran oportunitat per als Pirineus. L'alcalde Xavier Trias el va confirmar en la seva responsabilitat el juny de 2011. El 17 de juliol de 2013 el comissionat va presentar el "Dossier Barcelona Pirineu 2022", proposta tècnica del projecte, a la Comissió Directiva de la Candidatura. L'alcalde Trias decideix, el 25 d'octubre de 2013, retirar la proposta de la candidatura, ja que "no es donen les condicions per guanyar i és necessari construir el consens polític pel 2026". Enric Truñó cessa en les seves funcions de comissionat el 30 de novembre de 2013, no renovant-li l'alcalde de cara al possible projecte pel 2026.